# Calamagrostis tenuifolia
Calamagrostis tenuifolia är en gräsart som beskrevs av Carl Sigismund Kunth. Calamagrostis tenuifolia ingår i släktet rör, och familjen gräs. Inga underarter finns listade i Catalogue of Life.